# Je, François Villon (bande dessinée)
Je, François Villon est une série de trois albums de Luigi Critone pour le scénario et le dessin et Giorgia Casetti pour les couleurs, publiée de 2011 à 2016 aux éditions Delcourt. La série est une adaptation du livre de Jean Teulé. Les albums racontent la vie du poète François Villon de sa naissance en 1431 à sa mort après 1463.

## Synopsis

### Mais où sont les neiges d’antan(2011)
François nait le 30 mai 1431, le jour du bûcher de Jeanne d’Arc. Son père a été pendu et sa mère va l’élever dans la misère. Le 12 novembre 1437, lors d’un défilé royal, sa mère est accusée de vol. Elle sera exécutée et François est confié au chanoine Guillaume de Villon. Il s’occupera de l’éducation de l’enfant. En 1445, François affiche ses poèmes, est témoin de la misère dans Paris et des exécutions. Il est au collège de Navarre mais peu assidu. Un de ses passe-temps est de voler les enseignes des commerces, d’aller voir Margot, prostituée du quartier. À 21 ans, il continue à écumer les tavernes et faire de sa poésie, des fêtes nocturnes. Un soir, il est surpris par Catherine de Bruyère et tombe amoureux de sa fille qu’il aperçoit au loin. Mais pour se venger, il vole la borne en pierre placée devant l’Hôtel du Pet-au-diable de Mme de Bruyère. François ajoute une autre borne. Cela attire l’attention du Lieutenant criminel Jean Bezon. Le 6 décembre 1452, lors d’une manifestation nocturne, le Lieutenant Bezon tue un étudiant et menace le doyen de l’université. Il aura la main tranchée pour cela. François est arrêté et les enseignes sont retrouvées dans sa chambre. Maitre Guillaume se dénonce à sa place et est emprisonné. Maitre Polonus abuse de François en échange de la libération de Guillaume. 9 mai 1453, lors d’une fête étudiante, Bezon charge et tue des étudiants. François se réfugie in extremis dans l’hôtel particulier de Mme de Bruyère grâce sa fille, Isabelle, qui lui ouvre la porte.

### Bienvenue parmi les ignobles(2014)
François Villon rencontre Colin de Cayeux, le Roy de la Coquille. Il se propose de devenir le poète de cette confrérie criminelle. Pour intégrer les Coquillards, il va tuer La Machecoue dans le Bois de Vincennes, devant deux témoins dont Dimenche. Il livre ensuite sa fiancée au viol. Dénoncée, elle est marquée au fer rouge. François est attaqué par Philippe Sermoise, un prêtre qui était souteneur de La Machecoue. Ils se battent et François le frappe, puis s’enfuit. Aidé par Maitre Guillaume, François n’est pas inquiété. Il apprend qu'Isabelle a demandé à devenir recluse. Après un an d’exil dans un monastère, François rentre à Paris. Sur les conseils de son Maitre, il part s’installer à Angers comme bouffon du roi René. Mais sa prestation n’est pas appréciée et François s’enfuit. Il est invité à Blois par Charles d’Orléans. En repartant de Blois, François tombe sur des Coquillards qui lui apprennent la pendaison imminente de Colin. François assiste à l’exécution puis suit la troupe des Coquillards vers l’Est pour des pillages.

### Je crie à toutes gens merci(2016)
Juin 1461, François joue sur une scène de théâtre. Puis, avec ses compagnons voleurs, il va voler des oies à l’évêque de Meung-sur-Loire. Il est arrêté et jeté au cachot. Il est torturé et son statut de Clerc lui est retiré, ayant été comédien de théâtre. Mais après une longue période de torture, il est finalement gracié et libéré sur ordre de Louis XI. De retour à Paris, il retrouve Maitre Guillaume qui l’héberge et rend visite à Isabelle, toujours recluse. François écrit son grand testament et le présente à ses amis et Maitre Guillaume. François retrouve des compagnons très admiratifs, au point de poignarder un notaire. Ils sont tous arrêtés. Trois sont condamnés à la pendaison mais François y échappe. Le 8 janvier 1463, François est banni de Paris pour 10 ans et quitte la ville.

## Albums
| Je, François Villon (2011-2016) - 1. Mais où sont les neiges d'antan ?, 2011, Delcourt Scénario : Luigi Critone d'après Jean Teulé - Dessin et couleurs : Luigi Critone - (ISBN 9782756017099) - 2. Bienvenue parmi les ignobles, 2014, Delcourt Scénario : Luigi Critone d'après Jean Teulé - Dessin : Luigi Critone - Couleurs : Luigi Critone, Giorgia Casetti - (ISBN 9782756024707) - 3. Je crie à toutes gens merci, 2016, Delcourt Scénario : Luigi Critone d'après Jean Teulé - Dessin : Luigi Critone - Couleurs : Luigi Critone, Giorgia Casetti - (ISBN 9782756024714) - INT Intégrale, 2017, Delcourt Scénario : Luigi Critone d'après Jean Teulé - Dessin : Luigi Critone - Couleurs : Luigi Critone, Giorgia Casetti - (ISBN 9782413001867) |

## Personnages
- François Villon : poète dont on suit les aventures de la naissance à la mort
- Dimenche : un ami d’enfance de François et qui va le suivre pendant toute sa période parisienne
- Tabarie : un autre complice de François
- La Machecoue : jeune femme, amie de François et qui aimerait être prostituée
- Catherine de Bruyère : riche veuve parisienne
- Isabelle de Bruyère : fille de Catherine et dont François est amoureux
- Lieutenant criminel Jean Bezon : il commande la milice armée qui doit faire régner l’ordre dans Paris.
- Colin de Cayeux : le chef des Coquillards, une bande criminelle

## Prix
- Luigi Critone a reçu le prix Cases d’Histoire 2016 pour le tome 3 Je crie à toutes gens merci.

## Analyse
Les albums sont une adaptation du roman éponyme de Jean Teulé. Le romancier a été en contact avec le dessinateur et, s’il n’est pas scénariste, il était présent durant l’élaboration du scénario de Luigi Critone. Comme le note L.Moeneclaey : « À la fois scénariste et dessinateur sur cette série, Luigi Critone s'est vu confier les pleins pouvoirs par Jean Teulé. Cette confiance est totalement méritée, compte tenu de la qualité de cette adaptation. Un graphisme sublimé par une colorisation de toute beauté, une mise en scène juste et réaliste ».
Comme pour toute adaptation, la difficulté est de prendre sa liberté tout en restant fidèle à l’esprit de l’œuvre. M. Latout-Hédard note que: « Cette version de Je, François Villon est très fidèle à la première… Mais il faut entrer plus dans l'album et se laisser porter par le dessin de Luigi Critone pour comprendre ce que l'italien apporte à Jean Teulé. Là où l'écrivain se plait dans la noirceur, la crasse et le macabre, la touche de Critone et sa palette de couleurs amènent une légèreté et une finesse dans ce monde de brutes ». Il met aussi en avant la touche personnelle du dessinateur qui rend plus légers certains passages très sombres du roman d’origine:« L'apport de Luigi Critone est indéniable et rend la lecture agréable et légère malgré des scènes difficiles ».
L’histoire se décline sous la forme de chapitres de quelques pages, chacun étant une période de la vie du poète. L’ensemble retrace la vie du poète, trente ans de textes et de violence et une fin qui reste mystérieuse : « Il a donné au monde des poèmes puissants et mystérieux, et ouvert cette voie somptueuse qu'emprunteront à sa suite tous les autres poètes : l'absolue liberté ».
Jean Teulé a d’abord été un auteur de BD avant d’être un écrivain à succès. Plusieurs de ses livres ont été adaptés comme Charly IX par Richard Guérineau en 2013 ou La Montespan par Philippe Bertrand en 2010. Comme l’écrit Frédéric Bounous: « Si Teulé avait touché juste, Luigi Critone frappe fort ». L’adaptation est saluée avec notamment : « la précision, la qualité du dessin de l’italien sont immenses, il a réussi séquencer son récit d’une manière extrêmement efficace, économe en mots. Mais c’est aussi à cela que l’on reconnaît une bonne adaptation, quand le dessinateur a su recréer l’ambiance de l’auteur sans avoir à réutiliser ses mots ».
Les albums se situent dans un Paris médiéval bien reconstitué et comme l’écrit Olivier Hervé : « Alternant scènes contemplatives, dialogues d'intérieur et plans plus dynamiques, Critone parvient à camper le Paris de la fin du Moyen-Age sans souci (rues étroites et pavées, maisons à pans de bois) tout en restituant la violence d'époque, lors de laquelle les exécutions arbitraires n'étaient pas rares et la mort omniprésente, presque quotidienne ».
L’adaptation est un défi pour rendre compte de la vie de François Villon où son talent de poète ne pouvait effacer la gravité de ses crimes. Comme l’écrit Jean-LaurentTruc: « Une vie de déraison que celle de Villon. Son talent était à la hauteur de ses crimes ce qu’on sait peu. La ballade des dame du temps jadis ou celle des pendus, le Testament, autant de chefs d’œuvres signés par un homme dont la trace disparaît brutalement ».
La conclusion de la trilogie montre à la fois les horreurs de Villon tout en le rendant attachant. Comme l’écrit Jean-Laurent Truc pour le tome 3: « Critone pour cette descente aux enfers, a dessiné beaucoup de cases vides de texte qui se suffisent à elles-mêmes, d’un forte puissance évocatrice, prenantes et émouvantes car Villon suscite aussi sa part de pitié et de tendresse. Un album très abouti ».
Enfin, pour le tome 3 de cette série, Luigi Critone reçoit le prix Cases d’Histoire 2016. Comme le note J.L.Truc : « Le Prix Cases d’Histoire vient très justement récompenser un auteur complet au dessin sans concession, évocateur et à l’écriture dont les mots sont pesés et sonnent toujours justes ». Et comme l’écrit Frédéric Hojlo: « Luigi Critone, qui travaille à Paris après avoir étudié à Rome et Florence, reçoit donc là un prix tout à fait mérité. Son œuvre sur François Villon montre une belle maîtrise narrative et une aisance graphique indéniable. Il a su faire du roman de Jean Teulé une véritable fresque historique en même temps qu’une biographie psychologique parfois déstabilisante mais toujours passionnante ».